# Platja de Mitjorn

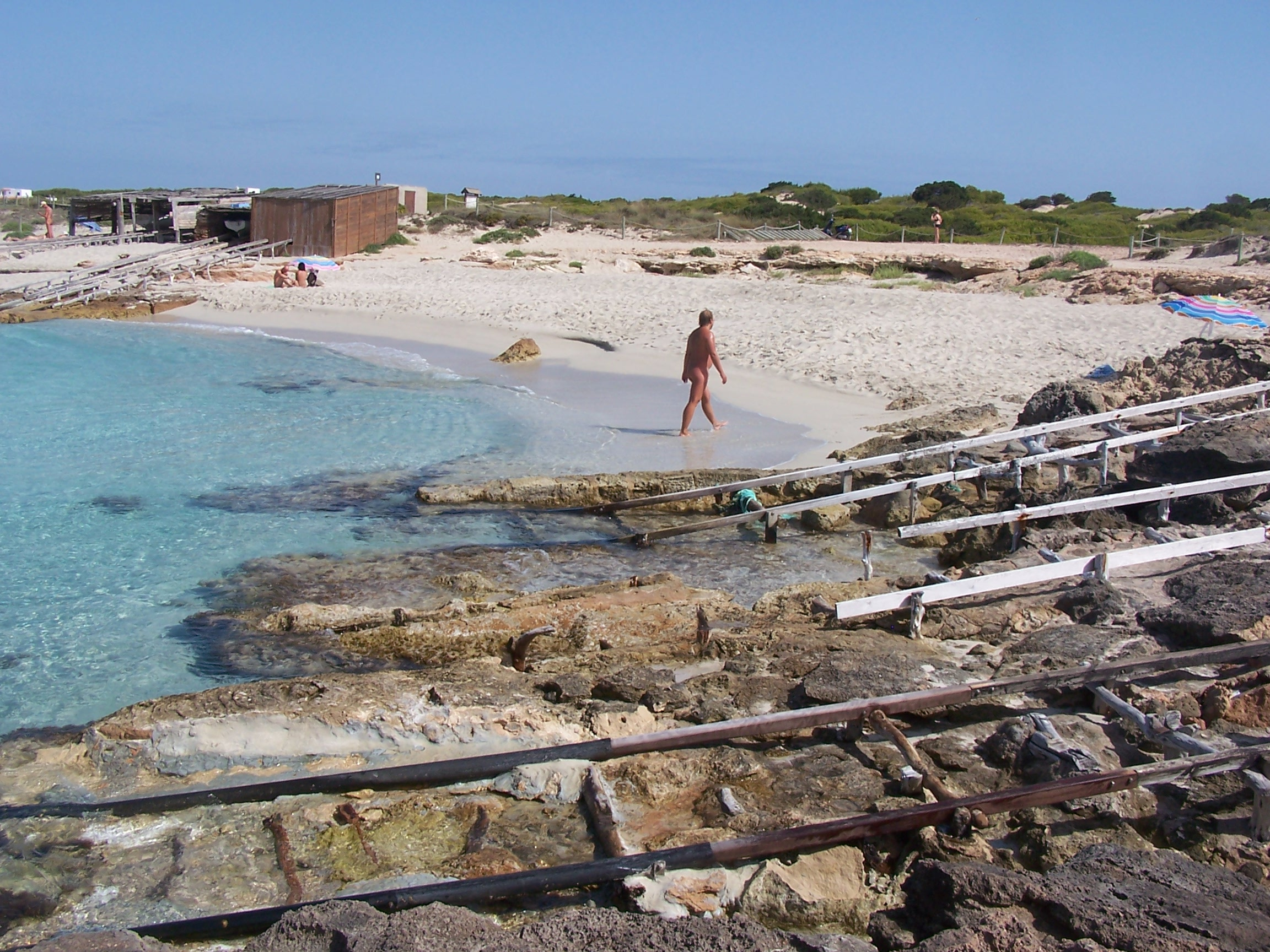
Platja de Mitjorn, Formentera

Die Platja de Mitjorn (oft auch Playa (de) Mitjorn oder Playa (de) Migjorn) ist ein ca. 6 km langer Natursandstrand an der Südküste der Baleareninsel Formentera. Für Urlauber gilt er noch als Geheimtipp, da der Massentourismus hier noch keinen Einzug gehalten hat. Auch das Nacktbaden ist erlaubt. Im Westen des Strandes schließt sich die Steilküste des Cap de Barbaria an, im Osten die Hochebene von La Mola. Ebenfalls befindet sich die legendäre Blue-Bar (einst Stammkneipe von u. a. Bob Dylan) an der Platja de Mitjorn.
Koordinaten: 38° 40′ 30″ N, 1° 29′ 30″ O